# Jairzinho
Jair Ventura Filho (Rio de Janeiro, 25 de dezembro de 1944), mais conhecido como Jairzinho, é um ex-futebolista brasileiro que atuava como ponta-direita. Também trabalhou como treinador.
Um dos heróis da Copa do Mundo de 1970, ocasião em que o Brasil conquistou em definitivo a Taça Jules Rimet ao sagrar-se tricampeão, foi peça fundamental desta conquista, ganhando o apelido de Furacão da Copa por ter feito gols em todas as partidas — façanha até hoje não igualada por um brasileiro. Com nove gols marcados em 1966, 1970 e 1974 é, ao lado dos pernambucanos Vavá e Ademir de Menezes, o terceiro maior artilheiro da Seleção Brasileira na história das Copas do Mundo.
Atacante no Botafogo, usava a camisa 7 quando defendia a Seleção Brasileira, pela qual jogou 105 partidas (79 oficiais) e marcou 45 gols (33 em jogos oficiais). Também participou das Copas de 1966 e 1974.
Seu filho, Jair Ventura, foi treinador do Botafogo.

## Carreira

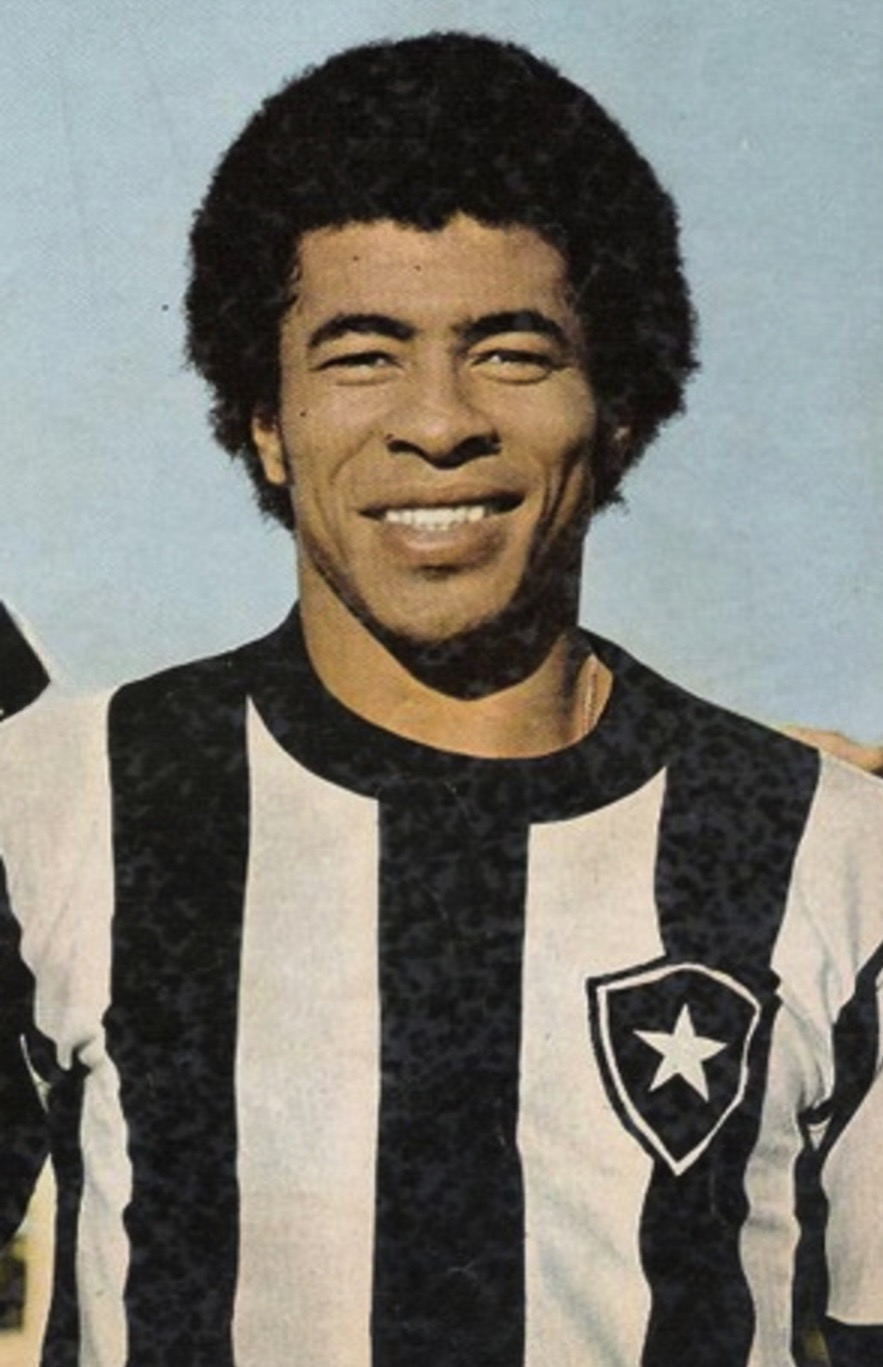
Jairzinho com o time do Botafogo em 1973

Começou em 1958 como gandula em General Severiano, sede do Botafogo. Em 1961, foi campeão pela primeira vez, jogando no juvenil do clube. Foi tricampeão na categoria em 1961, 1962 e 1963. Assumiu a posição de titular em 1963 no Campeonato Carioca e três anos depois disputava sua primeira Copa do Mundo.
A família de Jairzinho foi uma das principais responsáveis por traçar o caminho do jovem ao Botafogo quando se mudou para os arredores de General Severiano, território do clube alvinegro. O garoto, que já mostrava muito talento desde pequeno, começou a fazer testes no Glorioso no começo dos anos 60, tendo grande destaque nas equipes juvenis do clube e conquistando seu espaço rapidamente. Com o privilégio de atuar ao lado de craques como Nílton Santos, Quarentinha, Amarildo, Didi, Gérson e, claro, Garrincha, o jovem tinha o ambiente perfeito para brilhar e aprender como se tornar um dos grandes atacantes do esporte mundial. Jairzinho ainda brilhou nas excursões do Botafogo pela Europa e América Latina, que renderam títulos amistosos, reconhecimento e popularidade não só ao jogador, mas também ao clube. O jogador teve destaque, também, pela Seleção Brasileira, principalmente após a conquista dos Jogos Pan-Americanos de 1963, em São Paulo, que, segundo o próprio Jairzinho, ajudou a projetá-lo para o futebol.
Chegou ao Botafogo na era de ouro do clube, que reunia naquele momento a maior plêiade de craques do futebol brasileiro e mundial, com um elenco que somente o brilhante Santos daquela mesma época rivalizava.
Os craques que o então menino Jairzinho via treinar enquanto era gandula em General Severiano eram Didi, Nílton Santos, Amarildo, Quarentinha, e, principalmente, o genial Garrincha, um dos maiores responsáveis pelo bicampeonato mundial brasileiro de 1958 e 1962.
Num ambiente tão propício ao talento, não é de surpreender que o promissor Jairzinho tanto aprendesse e logo despontasse como craque-prodígio, no momento em que teve a chance de ingressar nas categorias de base do Botafogo.
Sua primeira passagem pela Seleção Brasileira foi na conquista do Pan-Americano de 1963, disputado em São Paulo.

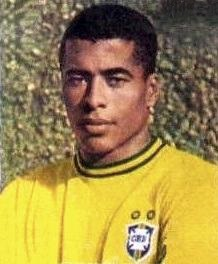
Jairzinho com a Seleção Brasileira em 1970

A partir daí, substituindo Garrincha no Botafogo, que formou um outro grande time após o da geração de Garrincha, Didi e Nílton Santos, agora contando com o próprio Jairzinho, Gérson, Arlindo e Roberto Miranda, depois com a revelação de craques como Rogério, Paulo Cézar, Afonsinho, Nei Conceição e Zequinha, era questão de tempo que se afirmasse como craque e titular absoluto da Seleção Canarinho, o que de fato ocorreu após a Copa de 1966.
Muitos afirmam que Jairzinho foi, entre as Copas de 1966 e 1974, o melhor atacante do futebol mundial. As conquistas consecutivas no Brasil e as vitoriosas excursões ao exterior do Botafogo confirmam tal avaliação. Mesmo na Copa de 1974, quando o Brasil não mostrou um futebol comparável ao de 1970, a Seleção conquistou um honroso 4º lugar, classificação que as seleções de 1982, 1986, 1990, 2006 e 2010 nem de perto alcançaram. Ainda antes da Copa de 1974, fez três gols (sendo um deles de "letra") no histórico jogo em que o Botafogo fez 6 a 0 no Flamengo em 1972, no dia do aniversário do rival (15 de novembro).
Ficou no Botafogo até dezembro de 1974, quando foi vendido para o Olympique de Marseille. No entanto, sua estadia na equipe francesa não durou muito tempo. Ele chegou em Marselha já machucado e teve que esperar dois meses para poder atuar na equipe. No dia 13 de maio de 1975, durante a partida de volta das quartas de final da Copa da França, contra o Paris Saint-Germain (2 a 2), ele foi acusado de agredir o bandeirinha e, apesar de se considerar inocente, foi condenado a dois anos de suspensão. Voltou ao futebol brasileiro após pouco mais de um ano e foi campeão da Copa Libertadores da América de 1976 pelo Cruzeiro, jogando num dos melhores elencos já montado pelo time mineiro, atuando ao lado de Raul Plassmann, Nelinho, Joãozinho, Wilson Piazza, Zé Carlos e Palhinha.
Em 1981, já em final de carreira, retornou ao Botafogo, onde se aposentou.

## Pós-aposentadoria

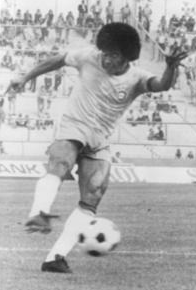
Jairzinho em uma partida contra o Zaire na Copa de 1974

Em 2006, foi homenageado pelo Botafogo com o lançamento de uma camisa comemorativa com sua assinatura em dourado, seu nome e o número 7 as costas. Dois anos depois foi candidato a vereador na cidade do Rio de janeiro pelo PC do B, tendo sua candidatura indeferida pelo TRE.
Em 2011, mais uma homenagem: a inauguração de sua estátua na entrada do Engenhão, estádio do Botafogo, ao lado das estátuas de Garrincha e Nílton Santos, num projeto bancado pela torcida.

## Reconhecimento
Tostão, também campeão do mundo em 1970 pela Seleção Brasileira, depois cronista esportivo de muita credibilidade, considera-o como um dos maiores craques brasileiros de todos os tempos.
João Saldanha, um dos maiores cronistas esportivos brasileiros, ao final da Copa de 1970 colocou Jairzinho como uma das três maiores estrelas do tricampeonato, ao lado de Pelé e Gérson.
Sir Alf Ramsey, técnico da Seleção Inglesa campeã de 1966 e que fez o melhor jogo da Copa de 1970 justamente contra o Brasil, afirmou que mesmo Pelé não era tão difícil de ser marcado quanto Jairzinho, elegendo-o como o maior fator de desequilíbrio a favor do Brasil naquela memorável conquista.
Considerado por ex-companheiros de profissão e pela parte mais categorizada da crônica esportiva brasileira e estrangeira como um dos maiores atacantes de todos os tempos, unia em doses excepcionais técnica, velocidade, força, preparo físico e valentia, características que o imortalizaram como um dos maiores ídolos do Botafogo de Futebol e Regatas, além de outros clubes pelos quais passou, caso do Cruzeiro e do Olympique de Marseille.

## Títulos
Botafogo
- Campeonato Carioca: 1967 e 1968
- Campeonato Brasileiro: 1968
- Torneio Rio-São Paulo: 1964 e 1966
- Torneio Início: 1963
- Taça Guanabara: 1967 e 1968

Cruzeiro
- Campeonato Mineiro: 1975
- Copa Libertadores da América: 1976

Portuguesa
- Campeonato Venezuelano: 1977
- Copa Venezuela: 1977

Jorge Wilstermann
- Campeonato Boliviano: 1980 e 1981

Seleção Brasileira
- Copa do Mundo FIFA: 1970
- Jogos Pan-Americanos: 1963
- Copa Rio Branco: 1968
- Taça Independência-Minicopa: 1972

### Outras conquistas
Botafogo
- Torneio Jubileu de Ouro: 1964
- Torneio Quadrangular de Buenos Aires: 1964
- Torneio Quadrangular do Suriname: 1964
- Taça Círculo de Periódicos Esportivos: 1966
- Copa Carranza de Buenos Aires: 1966
- Torneio Hexagonal do México: 1968
- Triangular de Caracas: 1968

### Prêmios individuais

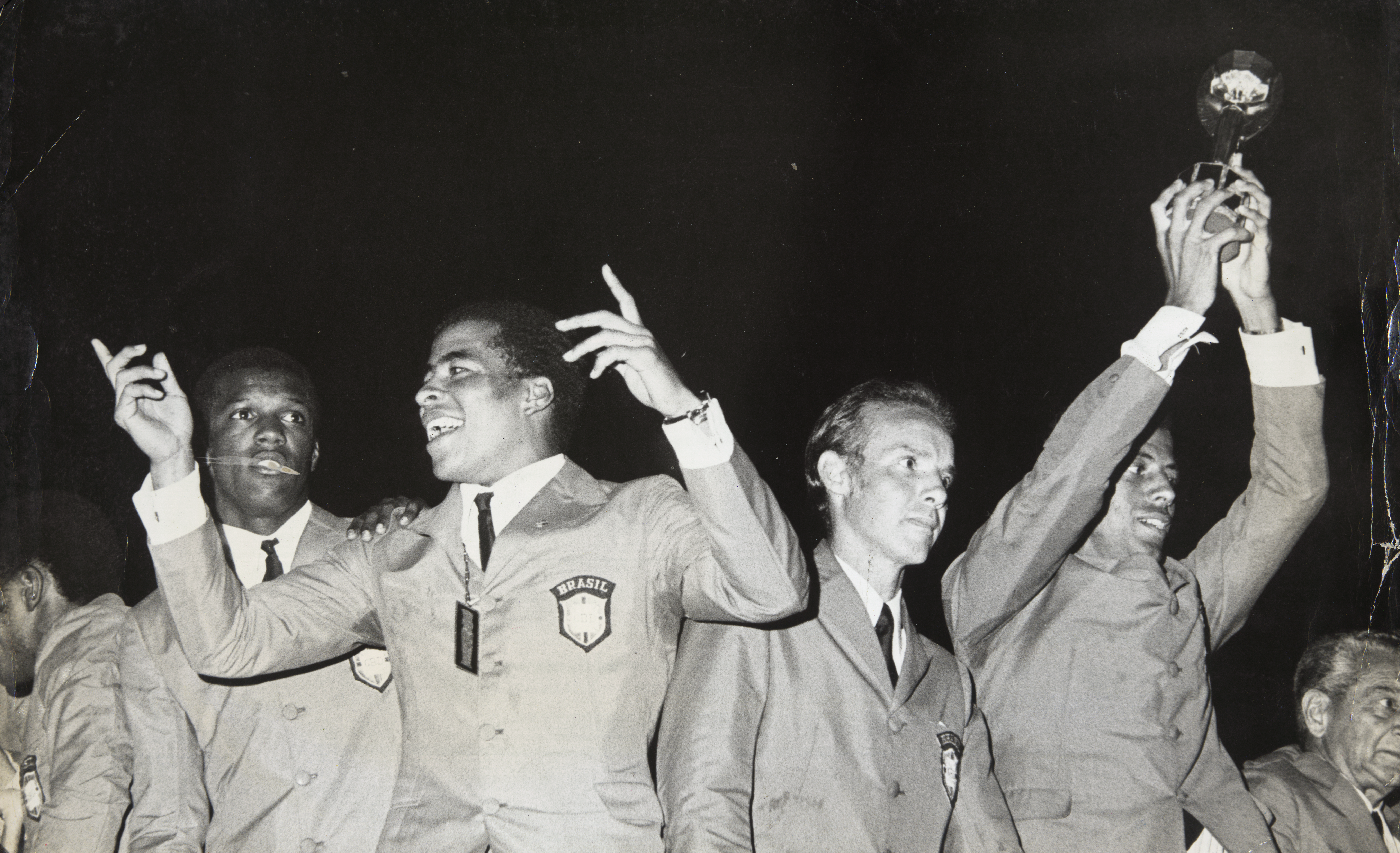
Jairzinho comemorando a vitória na Copa do Mundo 1970.

- Melhor Jogador do Campeonato Carioca: 1967 e 1968
- Melhor Jogador do Torneio Rio–São Paulo: 1964 e 1966
- Melhor Jogador da Copa Libertadores da América : 1976
- Chuteira de prata da Copa do Mundo: 1970
- Time das Estrelas da Copa do Mundo: 1970
- 3º Melhor Futebolista Sul-Americano do Ano: 1972
- Time do século do Botafogo: 2004[9]
- Time dos sonhos do Botafogo (Placar): 1982, 1994 e 2006[10]
- 3° Maior ídolo da História do Botafogo (O Globo): 2020[11]
- Seleção de Todos os Tempos do Brasil pela IFFHS (Time B): 2021[12]

Honrarias
- Estátua no Estádio Engenhão[13]